# Ralph Alpher
Ralph Asher Alpher (* 3. Februar 1921 in Washington, D.C.; † 12. August 2007 in Austin, Texas) war ein US-amerikanischer Physiker und Kosmologe.

## Leben
1948 schrieb er seine Dissertation über die Urknall-Theorie, in der er eine Erklärung für die Entstehung der Elementarteilchen und der leichten Elemente Wasserstoff und Helium während der Abkühlungsphase kurz nach dem Urknall lieferte sowie die kosmische Hintergrundstrahlung voraussagte. Die Arbeit wurde unter Einbeziehung der Namen seines Professors George Gamow und Hans Bethes, der eigentlich unbeteiligt war, in Anlehnung an die ersten drei Buchstaben des griechischen Alphabets (alpha, beta, gamma) als Alpher-Bethe-Gamow-Theorie veröffentlicht.
Obwohl die Arbeit bahnbrechende neue Erkenntnisse enthielt, waren die positiven Reaktionen verhalten. Erst 1964 gelang Arno Penzias und Robert Woodrow Wilson durch radioastronomische Untersuchungen mit der Entdeckung der Hintergrundstrahlung der Nachweis seiner Theorie. Diese Erkenntnis wurde mit dem Nobelpreis ausgezeichnet, doch die Auszeichnung ging nur an die Forscher, die den praktischen Nachweis der Theorie lieferten, was Alpher lange als Ungerechtigkeit empfand.
Alpher war von 1987 bis 2004 Professor am Union College in Schenectady und Direktor am Dudley Observatory, beide im Bundesstaat New York.
1986 wurde Alpher in die American Academy of Arts and Sciences gewählt. 1975 wurde er gemeinsam mit Robert Herman mit der Magellanic Premium und 2005 mit der National Medal of Science ausgezeichnet.